# ORIE
ORIE（オリエ、1982年8月5日 - ）は、日本のお笑い芸人である。本名、小川 理絵（おがわ りえ）。ピン芸人として活動。
佐賀県出身。サンミュージックプロダクション所属。かつてはホリプロに所属していた。

## 来歴・人物
- 佐賀県出身。血液型はO型。
- 専門学校九州ビジュアルアーツ パフォーマンスアーツ学科卒業。最初は、ラジオパーソナリティなど話す仕事をしたくてこの学校に通っていたという。
- 芸能界入りのきっかけは、YOUが好きだったことから。最初はタレントの勉強をしていて[1]、イベントMCの会社に勤めていたが、自分が目立ちたいという思いが強くなって24歳の時に芸人を志すようになる[2]。
- 2006年頃より活動を開始。小学5年生の時からのニックネームをそのまま芸名とした[3]。2007年の夏頃から12月頃は、当時同じホリプロ所属の白鳥久美子とコンビを組み、「南風」（この年のM-1グランプリはこのコンビ名で出場）、のち「オリトリー」として活動していたことがあった[4]。ホリプロ時代、「ピンじゃ売れないから組んでみて」と勧められて、本人曰く「強引気味に」組まされたという[5]。このコンビではORIEはボケ役、白鳥がツッコミ役だったが、コンビネーションがうまく行かなかったなどのことから、4か月ほどで「円満」解散[1]。
- 当時同じくホリプロ所属だったコンビ、チェリー☆パイの名付け親でもある[6]。
- 2010年12月31日を以って、所属していたホリプロを退社[7]。2011年3月から、サンミュージックプロダクション所属となる。
- 既婚者で夫は一般人。2011年9月に出産、母親となる[8]。
- 2020年6月12日、日本食育インストラクター協会認定の、食育インストラクターの資格を取得[9]。

## 芸風
一人コント、漫談ともに演じ、かつては外国人ホステスに扮した『ホステスのタレントオーディション』など外国人ホステスの模写ネタなどのコントでは、台詞にも外国人特有の訛りを含ませ、衣装もそれを意識したドレスなどで出演していた。他にこれまでに演じていたのは、『プレゼント』の話（JITTERIN'JINNのシングル曲『プレゼント』の替え歌をはさみながらのネタ）など。
その後はレースクイーンに扮したコント・漫談も披露し、この時は所々で声を高くしながら演じている。また「ピットイン」としてショートコントを演じるなどしている（ブリッジに「デレッデッデッデ、レースクイーン」など台詞を入れ、最後は「面白レース終了で〜す!」と言ってチェッカーフラッグを振る）。このネタを始めたのはレースクイーンをやっている友人の影響からだったという。この他、ジュリアナギャルに扮してボディコンにジュリアナ扇子の姿でネタを言っていく芸も演じている。
その後、物真似を演じることも多くなり、物真似のレパートリーには、渡辺えり、濱田マリ、「花より男子」の牧野つくし、平原綾香、奈美悦子、ヘリョン、岡本夏生、藤田紀子、天海祐希、松嶋尚美、ローラ、フィリピンパブのキャバ嬢、萬田久子などがある。『花より男子』の牧野つくしの物真似の一人コントでは、「～っつーの」（「ありえないっつーの」など）と言った口調で演じることが主である。

## 出演

### テレビ
- もっこりパラダイス（MONDO21）
- 崖っぷち〜アラビアンサイトFEVER〜（TBSテレビ）
- こころの遺伝子 〜あなたがいたから〜（NHK総合）- 2010年5月10日「三宅裕司 編」に、劇団員（再現VTR）役で出演
- ぶちぬき女芸人 （あっ!とおどろく放送局）- 2010年7月19日
- BSブランチ（BS-TBS）- 2011年5月14日「お笑い対決」
- なでしこサンミュージック（2011年8月12日～2014年終了、ニコジョッキー） 月1金曜
- ピロロン学園（日本テレビ）- 2012年6月27日、2012年7月25日
- ものまねグランプリ（日本テレビ）- 2015年9月22日、2017年5月16日、2018年5月22日（「ものまね姉妹」として）他
- PON!（日本テレビ）- 2015年11月10日「お笑い数うちゃPON!」コーナー
- この差って何ですか?（TBS）- 2016年3月13日
- バナナマンの爆笑ドラゴン（NHK総合）- 2016年12月25日（第4回）
- じわじわチャップリン（テレビ東京）- 2017年2月18日初出演
- 有田ジェネレーション（TBS）- 2017年5月18日
- 明石家地下王国（TBS）- 2017年7月12日

### ラジオ
- サンドウィッチマンの天使のつくり笑い（NHKラジオ第1放送）- 2016年10月11日

### ライブ
- ホリプロお笑いライブNEXT・ホリプロお笑いライブNEO
- ホリプロお笑いジェンヌライブ
- お笑いライブ『TEPPEN』
- ガールズガーデン（東京都中野区・Studio twl）
- はとライブ
- お笑いライブ「エベレータ」（主催：リンスナイト）

他